# Rosenkranz-Basilika (La Estrella)

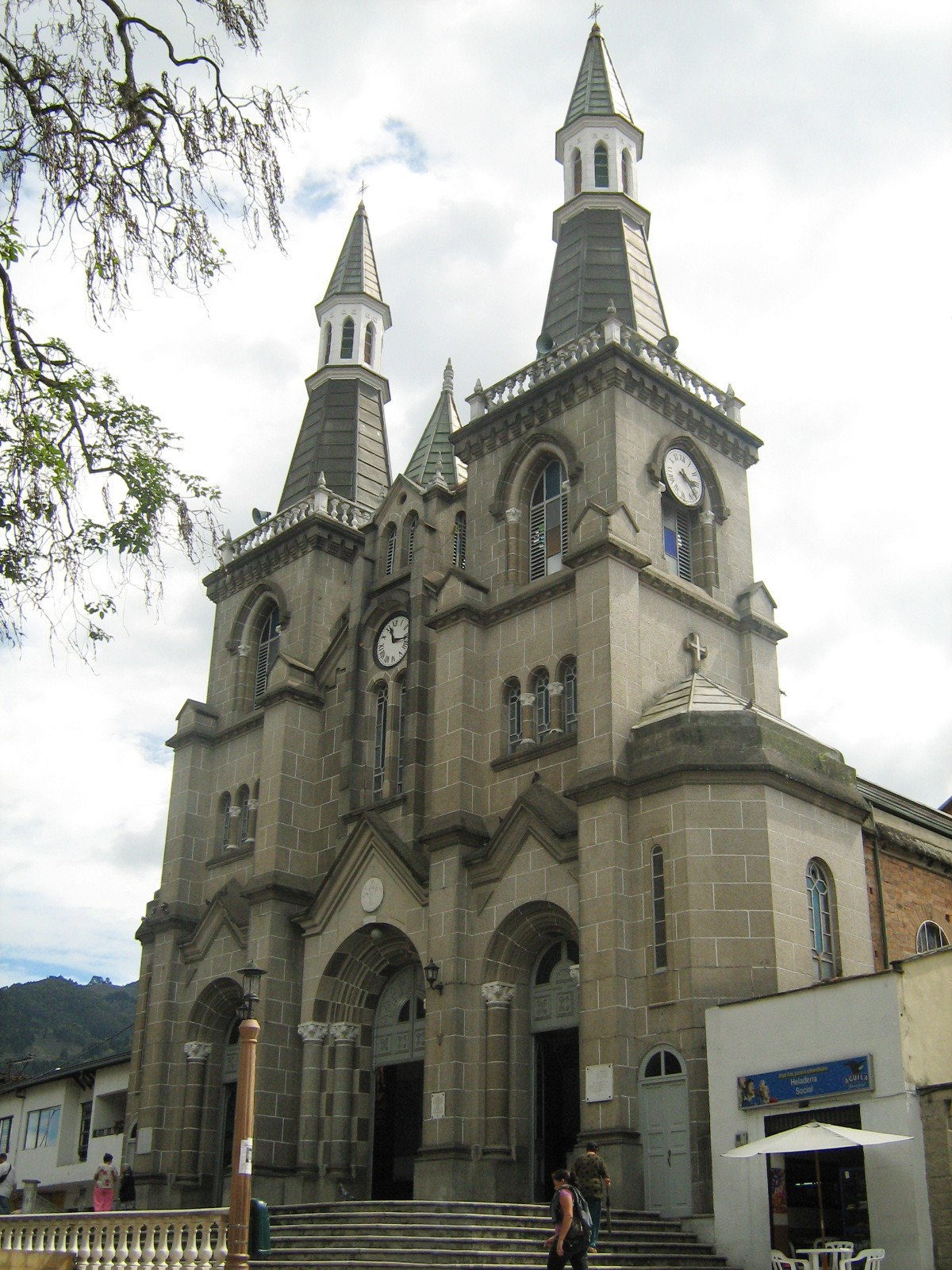
Basilika Unserer Lieben Frau vom Rosenkranz von Chiquinquirá

Die Basilika Unserer Lieben Frau vom Rosenkranz von Chiquinquirá (spanisch Basílica de Nuestra Señora del Rosario de Chiquinquirá) ist eine römisch-katholische Kirche in La Estrella im kolumbianischen Departamento de Antioquia. Die Pfarrkirche des Erzbistums Medellín trägt den Titel einer Basilica minor. Ihr neugotischer Bau wurde Anfang des 20. Jahrhunderts errichtet.

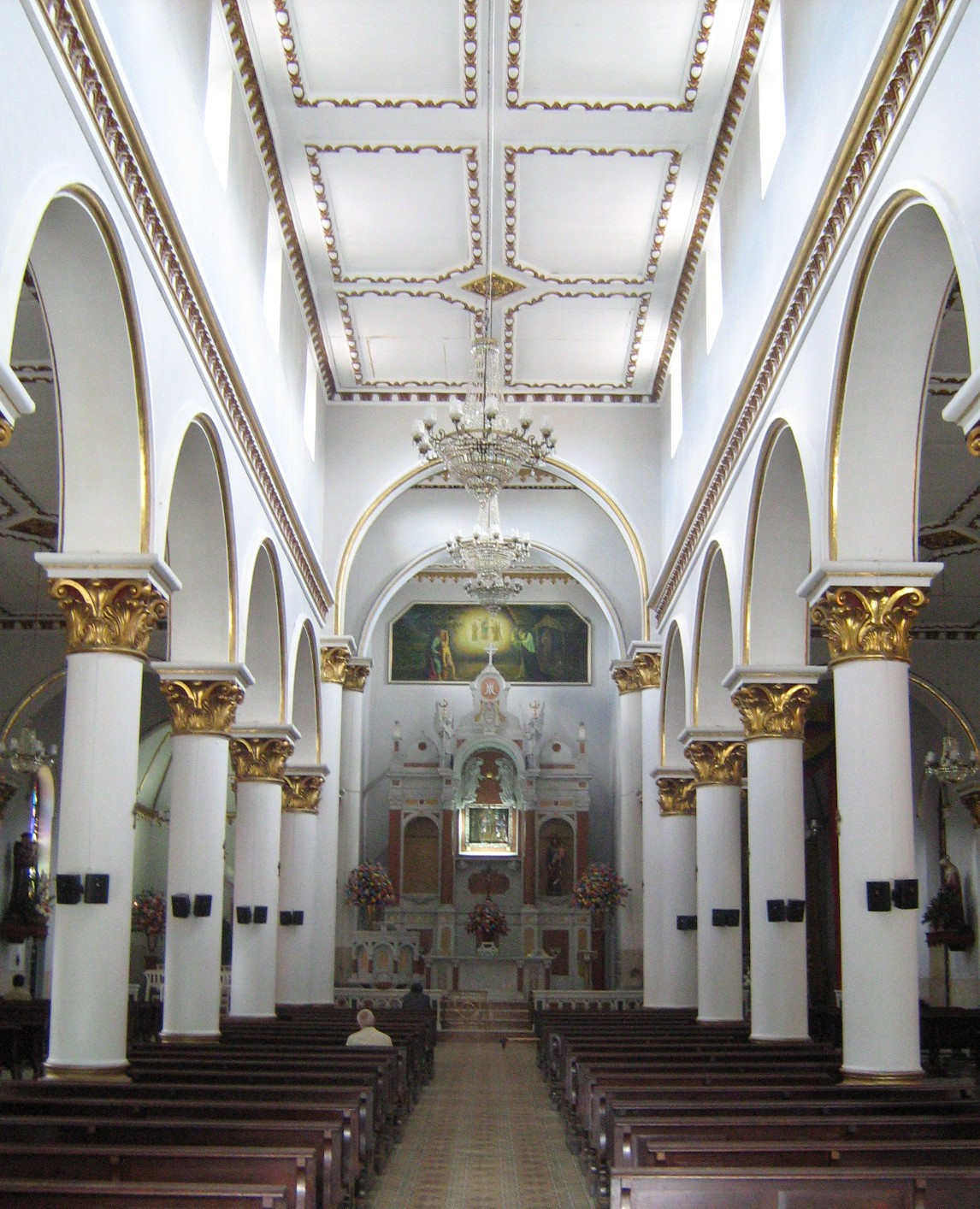
Innenraum

## Geschichte
Das Bildnis der La Chinca genannten Mariendarstellung befindet sich seit 1690 in der Gemeinde La Estrella, als der Ort zur Pfarrei wurde, obwohl er erst am 25. Februar 1832 zur Gemeinde erhoben wurde.
Die Kirche wurde nach Plänen von Martín Rodríguez im neugotischen Stil gegenüber dem Hauptpark von La Estrella erbaut und konnte 1923 geweiht  werden. Am 16. April 1986 verlieh Papst Johannes Paul II. der Kirche den Rang einer Basilica minor.

## Beschreibung
Hinter einer Doppelturmfassade mit drei Portalen öffnet sich die dreischiffige Basilika, die mit Flachdecken ausgeführt ist. Es handelt sich um ein marianisches Heiligtum zu Ehren der Jungfrau des Rosenkranzes, auch La Chinca genannt, deren Bild auf einer Leinwand dargestellt ist, die derjenigen der Rosenkranz-Basilika in Chiquinquirá im Departement Boyacá sehr ähnlich ist. Die beiden Gemälde werden durch einen Stern zwischen dem hl. Antonius und der Jungfrau unterschieden. Das Gemälde in La Estrella steht über dem Hauptaltar, an dessen Seiten die Bilder des hl. Josef und des Heiligsten Herzens Jesu zu sehen sind.